# Vadim Malakhatko
Vadim Malakhatko (en ucraïnès: Вадим Малахатко); (Kíiv, 22 de març del 1977 - 5 de juny del 2023) era un jugador d'escacs ucraïnès, que jugava sota bandera belga, i que tenia el títol de Gran Mestre des de 1999. Estava casat amb la Gran Mestre Femení (WGM) Anna Zozulia. Malakhatko va morir d'un atac de cor el 5 de juny de 2023, a 46 anys.
A la llista d'Elo de la FIDE del juny de 2023 hi tenia un Elo de 2442 punts, cosa que en feia el jugador número 6 (en actiu) de Bèlgica. El seu màxim Elo va ser de 2633 punts, a la llista d'octubre de 2008 (posició 103 al rànquing mundial).

## Resultats destacats en competició
El 1999 fou segon al torneig d'Alushta (el campió fou Suat Atalık). També el 1999 empatà als llocs 3r-11è al fort Memorial Txigorin de Sant Petersburg, (els guanyadors foren Aleksandr Grisxuk i Serguei Vólkov) Empatà al primer lloc amb Petar Genov al 3r Condom Chess Open el 2004. El 2006 va guanyar la Politiken Cup a Copenhaguen, empatat a 7½ punts amb Nigel Short i Jonny Hector, però superant-los per desempat. El 2007 empatà als llocs 2n-4t amb Loek Van Wely i Aleksei Fiódorov a la President's Cup a Bakú (el campió fou Arkadij Naiditsch) i empatà als llocs 2n-7è amb Kiril Gueorguiev, Dimitrios Mastrovasilis, Mircea Parligras, Khristos Banikas i Dmitri Svetushkin al Torneig Internacional Acropolis. El 2007/08 empatà al primer lloc amb Nidjat Mamedov i Valeriy Neverov al Hastings International Chess Congress.
El 2008 guanyà la North Sea Cup a Esbjerg.
El 2009 fou primer a l'obert Arcapita a Bahrain, empatà als llocs 2n-3r amb Edvins Kengis al 8è Al Saleh International Open al Iemen (el campió fou Aleksei Aleksàndrov) i empatà als llocs 3r-8è amb Anton Filippov, Elshan Moradiabadi, Merab Gagunashvili, Alexander Shabalov i Niaz Murshed al Torneig Ravana Challenge a Colombo. El 2010 empatà als llocs 1r-3r amb Tigran Gharamian i Deep Sengupta al 24è Obert Pierre & Vacances.
El 2011 fou segon a l'Obert de Vandœuvre-lès-Nancy (el campió fou Tigran Gharamian). El mateix any va guanyar la 8a edició de l'obert de Balagna a Còrsega.

### Competicions per equips
Fou un dels membres de l'equip ucraïnès que va guanyar la medalla d'or al Campionat del món per equips de 2001, a Erevan. El 2000 ja havia guanyat, també representant Ucraïna, una medalla de bronze a la 34a Olimpíada d'escacs a Istanbul.

## Partides notables
- Vadim Malakhatko vs Bogdan Lalic, 83rd Hastings Chess Congress 2008, gambit de dama acceptat: defensa Gunsberg, gambit Prianishenmo (D24), 1-0
- Vadim Malakhatko vs Jonathan Speelman, Isle of Man 2007, Defensa índia de dama: Variant Kasparov-Petrosian, Atac Petrosian (E12), 1-0
- Vadim Malakhatko vs John K Shaw, Cappelle la Grande 2007, defensa eslava: General (D10), 1-0